# Lục Nam (huyện)
Lục Nam (陸南) là một huyện cũ thuộc tỉnh Bắc Giang, Việt Nam.

## Địa lý
Huyện Lục Nam nằm ở phía đông của tỉnh Bắc Giang, cách thành phố Bắc Giang khoảng 20 km về phía đông, cách trung tâm thủ đô Hà Nội khoảng 70 km, có vị trí địa lý:
- Phía đông giáp huyện Lục Ngạn và huyện Sơn Động
- Phía tây giáp thành phố Bắc Giang và huyện Lạng Giang
- Phía nam giáp thành phố Chí Linh, tỉnh Hải Dương và thành phố Đông Triều, tỉnh Quảng Ninh
- Phía bắc giáp thị xã Chũ và huyện Hữu Lũng, tỉnh Lạng Sơn.

Huyện Lục Nam có diện tích 608,6 km², dân số năm 2019 là 226.194 người.

## Hành chính
Huyện Lục Nam có 24 đơn vị hành chính cấp xã trực thuộc, bao gồm 2 thị trấn: Đồi Ngô (huyện lỵ), Phương Sơn và 22 xã: Bắc Lũng, Bảo Đài, Bảo Sơn, Bình Sơn, Cẩm Lý, Chu Điện, Cương Sơn, Đan Hội, Đông Hưng, Đông Phú, Huyền Sơn, Khám Lạng, Lan Mẫu, Lục Sơn, Nghĩa Phương, Tam Dị, Thanh Lâm, Tiên Nha, Trường Giang, Trường Sơn, Vô Tranh, Yên Sơn.

## Lịch sử
Nằm trên vùng chuyển tiếp giữa vùng miền núi Đông Bắc và trung du đồng bằng Bắc Bộ, có vị trí chiến lược quan trọng cả về kinh tế và an ninh quốc phòng, nơi diễn ra quá trình tụ cơ lâu dài, trong thời kỳ lịch sử cận hiện đại, vùng đất Lục Nam trải qua nhiều biến đổi về địa lý hành chính, chia tách cho đến khi thành lập huyện Lục Nam, tháng 1 năm 1957.
Thời kỳ phong kiến quốc gia độc lập, các làng xã trên địa bàn huyện Lục Nam ngày nay thuộc ba huyện của trấn Kinh Bắc: Phượng Nhỡn, Lục Ngạn và Lạng Giang.
Dưới thời Pháp thuộc, để dễ bề cai trị vùng đất có phong trào đấu tranh chống Pháp mạnh mẽ, địa bàn này có một số thay đổi về địa giới hành chính:
- Ngày 5 tháng 11 năm 1889, thực dân Pháp quyết định thành lập tỉnh Lục Nam, các làng xã của huyện thuộc tỉnh Lục Nam.
- Ngày 8 tháng 9 năm 1891, tỉnh Lục Nam giải thể, các huyện lại thuộc tỉnh Bắc Ninh.
- Khi thành lập tỉnh Bắc Giang vào ngày 10 tháng 10 năm 1895, toàn khu vực này thuộc Bắc Giang trừ các tổng Trù Hựu, Kiên Lao, Hả Hộ và một số vùng thuộc Lục Ngạn nằm trong Đạo quan binh Yên Thế.
- Tháng 2 năm 1909, cắt các tổng Biển Động, Niêm Sơn, Mỹ Nương, Kiên Lao, Hả Hộ của huyện Lục Ngạn để thành lập huyện Sơn Động. Cùng thời gian này, cắt hai tổng Trù Hựu, Tam Dị từ huyện Bảo Lộc về Lục Ngạn.
- Cắt tổng Dĩnh Kế, huyện Phượng Nhỡn sang huyện Bảo Lộc, tổng Trạm Điền về Chí Linh (Hải Dương). Sau đó, huyện Phượng Nhỡn bị giải thể, các tổng còn lại đưa vào Lục Ngạn. Huyện Bảo Lộc lúc này cũng đã đổi thành phủ Lạng Giang.

Trong những năm kháng chiến chống thực dân Pháp xâm lược (1946-1954) địa bàn huyện cũng có nhiều thay đổi về địa giới hành chính
- Tháng 3 năm 1947, tỉnh Quảng Yên sáp nhập với đặc khu Hồng Gai và 4 huyện của tỉnh Hải Dương, 1 huyện của tỉnh Kiến An thành Liên tỉnh Quảng Hồng, huyện Sơn Động và một số xã của huyện Lục Ngạn nằm ở tả ngạn sông Lục Nam cũng nhập với huyện Hải Chi của tỉnh Hải Ninh thành châu Lục Sơn Hải. Đến tháng 9 năm 1947, Lục Sơn Hải đưa vào Liên tỉnh Quảng Hồng. Đồng thời, Lục Ngạn đưa nhiều xã khác sang Lạng Giang, một số sáp nhập vào huyện Yên Dũng.
- Ngày 26 tháng 12 năm 1948, liên tỉnh Quảng Hồng lại tách ra thành tỉnh Quảng Yên và đặc khu Hồng Gai. Huyện Hải Chi cũng tách khỏi châu Lục Sơn Hải để trở về tỉnh Hải Ninh. Ba xã Cẩm Lý, Vũ Xá, Đan Hội được chuyển về huyện Chí Linh (lúc này Sơn Động và Chí Linh thuộc Hải Dương).

Ngày 21 tháng 1 năm 1957, Chính phủ ban hành Nghị định số 24-TTg. Theo đó, thành lập huyện Lục Nam trên cơ sở tách 3 xã: Cẩm Lý, Đan Hội, Vũ Xá thuộc huyện Chí Linh (Hải Dương); 2 xã: Bắc Lũng, Yên Sơn thuộc huyện Yên Dũng; 7 xã: Bảo Đài, Bảo Sơn, Hòa Bình A, Phương Sơn, Tam Dị, Tân Lập, Tiên Hưng thuộc huyện Lạng Giang và 7 xã: Bắc Sơn, Hòa Bình B, Mỹ An, Nam Sơn, Nghĩa Phương, Trường Sơn, Yên Sơn B thuộc huyện Lục Ngạn.
- Khi mới thành lập, huyện Lục Nam gồm 19 xã: Bắc Lũng, Bắc Sơn, Bảo Đài, Bảo Sơn, Cẩm Lý, Đan Hội, Hòa Bình A, Hòa Bình B, Mỹ An, Nam Sơn, Nghĩa Phương, Phương Sơn, Tam Dị, Tân Lập, Tiên Hưng, Trường Sơn, Vũ Xá, Yên Sơn A, Yên Sơn B[1]. Huyện lỵ đặt tại xã Nam Sơn.

Ngày 20 tháng 7 năm 1957, thành lập thị trấn Lục Nam, thị trấn huyện lỵ huyện Lục Nam trên cơ sở tách một phần diện tích và dân số của xã Nam Sơn.
Ngày 6 tháng 9 năm 1957, theo Nghị định số 535-TC/CQNT/NĐ, chia xã Nam Sơn thành hai xã Nam Sơn và An Lạc; chia xã Bắc Lũng thành hai xã Bắc Lũng và Khám Lạng.
Ngày 28 tháng 7 năm 1958, Bộ Nội vụ ra Nghị định số 241-NV. Theo đó:
- Chia xã Phương Sơn thành hai xã Phương Sơn và Thanh Sơn
- Chia xã Hòa Bình B thành hai xã Tiên Nha và Đông Hưng
- Chia xã Yên Sơn B thành hai xã Bình Sơn và Hùng Sơn
- Chia xã Mỹ An thành hai xã Mỹ An và Trường Giang

Đồng thời, chuyển xã Mỹ An về huyện Lục Ngạn quản lý và chuyển xã Lan Mẫu thuộc huyện Yên Dũng về huyện Lục Nam quản lý.
Ngày 27 tháng 10 năm 1962, tỉnh Bắc Giang sáp nhập với tỉnh Bắc Ninh thành tỉnh Hà Bắc, huyện Lục Nam thuộc tỉnh Hà Bắc.
Thực hiện Chỉ thị số 23-TTg ký ngày 15 tháng 4 năm 1963 của Thủ tướng Chính phủ, bốn xã được đổi lại tên cũ: Hòa Bình A thành Chu Điện, Bắc Sơn thành Vô Tranh, Nam Sơn thành Cương Sơn, Yên Sơn A thành Yên Sơn. Bốn xã được đổi tên mới: Tân Lập thành Đông Phú, Hùng Sơn thành Lục Sơn, Thanh Sơn thành Thanh Lâm, An Lạc thành Huyền Sơn.
Từ đó, huyện Lục Nam có thị trấn Lục Nam (huyện lỵ) và 25 xã: Bảo Đài, Bảo Sơn, Bắc Lũng, Bình Sơn, Cẩm Lý, Cương Sơn, Chu Điện, Đan Hội, Đông Phú, Đông Hưng, Huyền Sơn, Khám Lạng, Lan Mẫu, Lục Sơn, Nghĩa Phương, Phương Sơn, Tam Dị, Tiên Nha, Tiên Hưng, Thanh Lâm, Trường Giang, Trường Sơn, Vũ Xá, Vô Tranh, Yên Sơn.
Năm 1970, huyện lỵ chuyển về đặt tại khu vực ngã tư Thân - Đồi Ngô.
Ngày 6 tháng 11 năm 1996, huyện Lục Nam thuộc tỉnh Bắc Giang vừa được tái lập.
Ngày 18 tháng 2 năm 1997, thành lập thị trấn Đồi Ngô, thị trấn huyện lỵ huyện Lục Nam trên cơ sở 290 ha diện tích tự nhiên và 3.071 nhân khẩu của xã Chu Điện; 142 ha diện tích tự nhiên và 1.955 nhân khẩu của xã Tiên Hưng; 40 ha diện tích tự nhiên và 113 nhân khẩu của xã Tam Dị.
Từ đó, huyện Lục Nam có Thị trấn Đồi Ngô (Huyện lỵ), thị trấn Lục Nam, và 25 xã: Bảo Đài, Bảo Sơn, Bắc Lũng, Bình Sơn, Cẩm Lý, Cương Sơn, Chu Điện, Đan Hội, Đông Phú, Đông Hưng, Huyền Sơn, Khám Lạng, Lan Mẫu, Lục Sơn, Nghĩa Phương, Phương Sơn, Tam Dị, Tiên Nha, Tiên Hưng, Thanh Lâm, Trường Giang, Trường Sơn, Vũ Xá, Vô Tranh, Yên Sơn.
Ngày 1 tháng 1 năm 2020, sáp nhập thị trấn Lục Nam và xã Tiên Hưng vào thị trấn Đồi Ngô.
Ngày 4 tháng 2 năm 2021, Bộ Xây dựng ban hành Quyết định số 129/QĐ-BXD về việc công nhận thị trấn Đồi Ngô là đô thị loại IV.
Ngày 1 tháng 7 năm 2022, thành lập thị trấn Phương Sơn trên cơ sở toàn bộ diện tích và dân số của xã Phương Sơn.
Huyện Lục Nam có 2 thị trấn và 23 xã.
Ngày 28 tháng 9 năm 2024, Ủy ban Thường vụ Quốc hội ban hành Nghị quyết số 1191/NQ-UBTVQH15 về việc sắp xếp đơn vị hành chính cấp huyện, cấp xã của tỉnh Bắc Giang giai đoạn 2023 – 2025 (nghị quyết có hiệu lực từ ngày 1 tháng 1 năm 2025). Theo đó, sáp nhập xã Vũ Xá vào xã Cẩm Lý.
Huyện Lục Nam có 2 thị trấn và 22 xã như hiện nay.

## Kinh tế - xã hội
Kinh tế của huyện chủ yếu là trồng lúa, hoa màu và cây ăn quả. Trong vùng có đặc sản na dai, dứa, vải thiều...
Những năm gần đây, huyện có thêm nhiều cụm công nghiệp, cung cấp việc làm cho nhân dân trong huyện. Góp phần tạo điều kiện thuận lợi cho việc phát triển kinh tế của huyện.

## Làng nghề
Các làng nghề, ngành nghề, công việc chính của người dân:
- Làm giấy dó Trại Cao
- Làng nghề sinh vật cảnh Tân Sơn
- Làng nghề sinh vật cảnh Đồng Cống
- Dệt thổ cẩm Khe Nghè
- Trồng cây ăn quả na, dứa, vải...; rau màu, khoai sọ, khoai tây... chăn nuôi.